# Fachbach

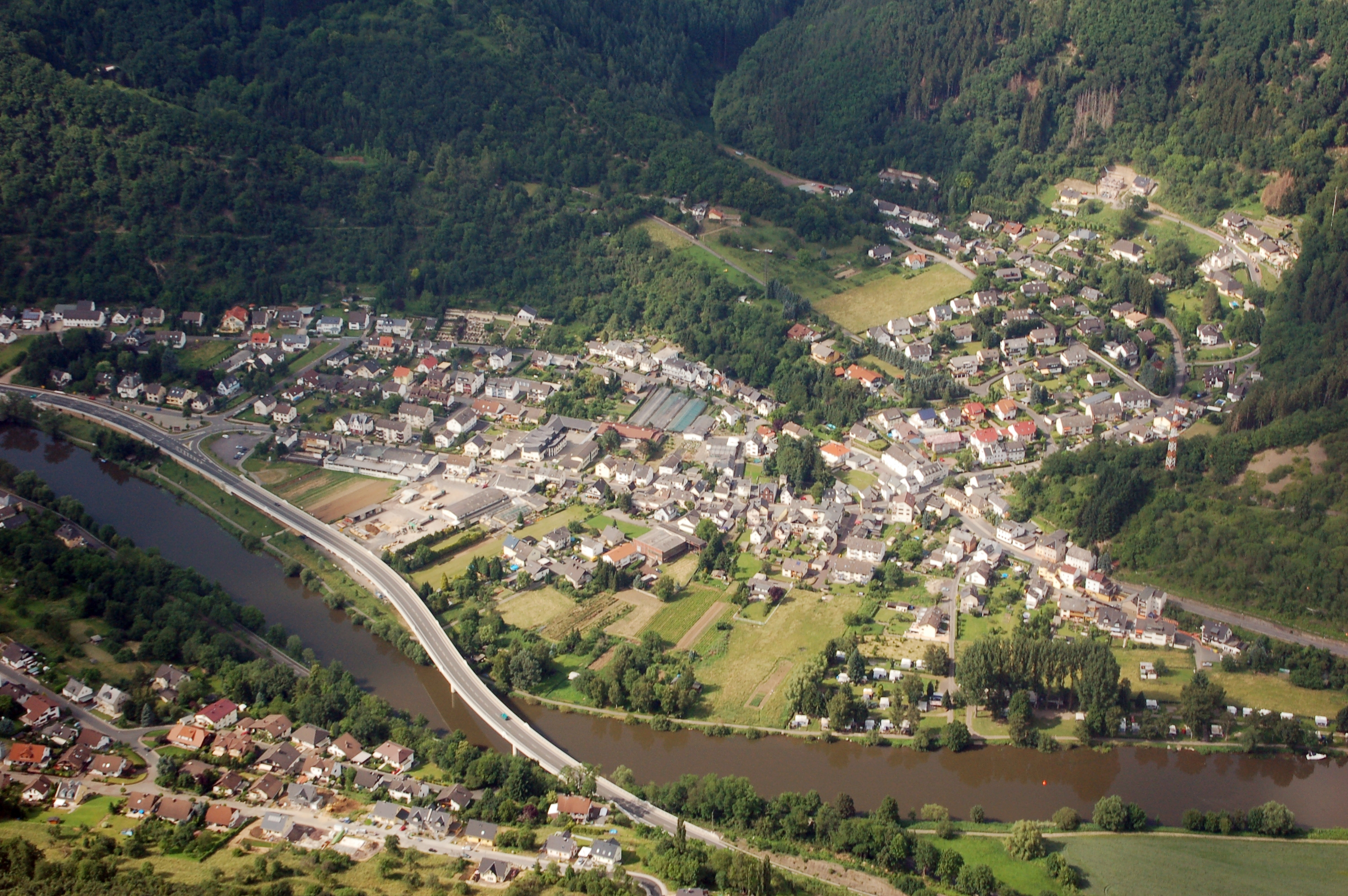
Luftaufnahme 2007

Fachbach ist eine Ortsgemeinde im Rhein-Lahn-Kreis in Rheinland-Pfalz. Sie gehört der Verbandsgemeinde Bad Ems-Nassau an.

## Geographie
Der Ort liegt direkt an der Lahn bei Lahn-Kilometer 128, an der Grenze zwischen Taunus und Westerwald.
Als Gemeindeteile werden Haus Kutting, Unteres und Oberes Weinberghaus, Schleusenhaus, Insel Oberau und Fachbacher Stollen geführt. Die Wohnplatzbezeichnungen für die bisherigen Wohnplätze Haus Wieland, Haus Wirz und Auf der Oberau wurden per Gemeinderatsbeschluss vom 27. Februar 2007 gelöscht.

## Geschichte
Der Bach, von dem Fachbach seinen Namen hat, wurde bereits 959 erwähnt, der Ort selbst hingegen erst 1371.

## Religion
Fachbach verfügt zwar über kein eigenes Gotteshaus, ist aber Teil des Kirchspiels Nievern-Fachbach-Miellen.

## Politik

### Gemeinderat
Der Gemeinderat in Fachbach besteht aus 16 Ratsmitgliedern, die bei der Kommunalwahl am 9. Juni 2024 in einer Mehrheitswahl gewählt wurden, und dem ehrenamtlichen Ortsbürgermeister als Vorsitzendem. Bis zur Wahl 2019 wurde der Gemeinderat in einer personalisierten Verhältniswahl gewählt, da jeweils zwei Wahlvorschläge eingereicht wurden.
Die Sitzverteilung im Gemeinderat:
| Wahl | SPD               | CDU               | Gesamt   |
| ---- | ----------------- | ----------------- | -------- |
| 2024 | per Mehrheitswahl | per Mehrheitswahl | 16 Sitze |
| 2019 | 9                 | 7                 | 16 Sitze |
| 2014 | 9                 | 7                 | 16 Sitze |
| 2009 | 9                 | 7                 | 16 Sitze |
| 2004 | 9                 | 7                 | 16 Sitze |

### Bürgermeister
Thorsten Heibel (SPD), der zuvor Erster Beigeordneter war, wurde am 2. August 2022 in sein Amt als Ortsbürgermeister von Fachbach eingeführt und vereidigt. Bei der Direktwahl am 10. Juli 2022 war er mit 85,5 Prozent der abgegebenen Stimmen gewählt worden. Bei der Direktwahl am 9. Juni 2024 wurde er als einziger Bewerber mit 82,1 % für weitere fünf Jahre in seinem Amt bestätigt.
Heibels Amtsvorgänger Dieter Görg († 2022, ebenfalls SPD) hatte das Amt seit 1997 ausgeübt, aber im Frühjahr 2022 angekündigt, das Amt aus gesundheitlichen Gründen zum 12. Juni 2022 vorzeitig niederzulegen.

## Kultur und Sehenswürdigkeiten
Sehenswert ist die Nieverner Hütte, eine Eisenhütte auf der Fachbacher Insel Oberau, die ehemals zu Nievern gehörte, sie ist anerkanntes Industriedenkmal. Die Insel Oberau beherbergte in den 1960er und 1970er Jahren die Gustav Fudickar „Schlafwohl“ Polstermöbel- und Matratzenfabrik (gegründet 1885). Die Fudickar Polstermöbel- und Matratzenfabrik erbaute den Fachbacher Ortsteil Auf der Oberau und verfügte über Patente spezieller Federkernmatratzen. Heute werden die Gebäude der Insel Oberau von verschiedenen Kleinbetrieben genutzt.

## Persönlichkeiten
- Julius Frank (1865–1940), Bergingenieur und Bergwerksdirektor
- Franz Heep (1902–1978), brasilianisch-französischer Architekt, in Fachbach geboren
- Hermann Müller (1935–2013), Politiker, Bürgermeister von Idstein, in Fachbach geboren

## Wirtschaft und Infrastruktur

### Verkehr
Die Gemeinde liegt an der B 260, auch „Bäderstraße“ genannt, welche seit der Fertigstellung des ersten Teilstücks der Bad Emser Ortsumgehung nicht mehr durch den Ort selbst führt. Die Anbindung per Schiene ist durch die Haltestelle Nievern der Lahntalbahn (KBS 625) auf der gegenüberliegenden Lahnseite gegeben.

### Radwanderwege
Durch Fachbach führen:
- Der Deutsche Limes-Radweg folgt dem Obergermanisch-Raetischen Limes über 818 km von Bad Hönningen am Rhein nach Regensburg an der Donau.
- Der Lahntalradweg ist 245 km lang und führt von der Lahnquelle am Lahnkopf bei Netphen im Siegerland bis zur Mündung der Lahn in den Rhein in Lahnstein.